# Tenley Albright
Tenley Emma Albright (født 18. juli 1935 i Massachusetts) var en amerikansk kunstskøjteløber som deltog ved de olympiske vinterlege i 1952 i Oslo og 1956 i Cortina d'Ampezzo. 
Albright vandt en olympisk sølvmedalje i kunstskøjteløb under Vinter-OL 1952 i Oslo. Hun kom på anden pladsen i single for damer, bagved britiske Jeannette Altwegg. 
Fire år senere, under Vinter-OL 1956 i Cortina d'Ampezzo blev hun olympisk mester i kunstskøjteløb. Hun vandt singlekonkurrencen for damer foran sin landsmand Carol Heiss og Ingrid Wendl fra Østrig.
Albright blev verdensmester i kunstskøjteløb to ganger, begge i single.

## OL-medaljer
- 1956  Italien Cortina d'Ampezzo –  Guld i kunstskøjteløb, single damer  USA USA
- 1952  Norge Oslo –  Sølv i kunstskøjteløb, single damer  USA USA

## VM-medaljer
- VM 1953 –  Guld i kunstskøjteløb, single damer
- VM 1955 –  Guld i kunstskøjteløb, single damer
- VM 1955 –  Sølv i kunstskøjteløb, single damer
- VM 1956 –  Sølv i kunstskøjteløb, single damer